# Monocrepidium eruca
Monocrepidium eruca är en svampdjursart som först beskrevs av Carter 1880.  Monocrepidium eruca ingår i släktet Monocrepidium och familjen Bubaridae. Inga underarter finns listade i Catalogue of Life.